# Tempesta al Polo
Tempesta al Polo (Polar Shift) è un romanzo di avventura scritto da Clive Cussler in collaborazione con Paul Kemprecos. È il sesto libro della serie Numa Files.

## Trama
Negli anni quaranta uno scienziato ungherese scoprì come provocare artificialmente una inversione dei poli magnetici, ma lui e la sua teoria scomparirono misteriosamente.
Oggi una organizzazione che lotta contro la globalizzazione mondiale, impiegando queste conoscenze, vuole invertire la polarità terrestre causando onde altissime, vortici oceanici, terremoti ed eruzioni vulcaniche credendo erroneamente di poter modulare il fenomeno e farlo cessare a comando.
La squadra NUMA, supportata dalla nipote dello scienziato, riesce a individuare l'antidoto per neutralizzare la minaccia e salvare il pianeta dalla catastrofe.

## Edizioni
- Clive Cussler e Paul Kemprecos, Tempesta al Polo, traduzione di Paola Mirizzi Zoppi, Tea, TEA, 2016,  p. 456, ISBN 978-8850244508.
- Clive Cussler e Paul Kemprecos, Tempesta al Polo, traduzione di Paola Mirizzi Zoppi, Teadue, TEA, 2010,  p. 456, ISBN 978-8850220670.